# Solduengo
Solduengo es una localidad y una entidad local menor situadas en la provincia de Burgos, comunidad autónoma de Castilla y León (España), comarca de La Bureba, partido judicial de Briviesca, municipio de Los Barrios de Bureba.

## Política
Su alcalde pedáneo (2007-2011) es Rafael Arnaiz Vesga del Partido Popular.

## Demografía
| Gráfica de evolución demográfica de Solduengo entre 1842 y 1970 |
| |
| Población de derecho según los censos de población del INE. Población de hecho según los censos de población del INE.Entre el censo de 1857 y el anterior, crece el término del municipio porque incorpora a Barrio de Díaz Ruiz. Entre el censo de 1981 y el anterior, este municipio desaparece porque se integra en el municipio Los Barrios de Bureba. |

En 2006, contaba con 17 habitantes.

## Situación
Dista 4,3 km de la capital del municipio, Los Barrios.
Dista 14 km de la capital de la comarca de La Bureba, Briviesca.
Dista 58 km de la capital de la provincia, Burgos.

## Fiestas y costumbres
El 16 de junio, celebran la fiesta de su patrón San Quirico con misa solemne, cantos tradicionales y procesión por el pueblo con la imagen del santo. Al atardecer se invita a todos a escabeche con cebolla y vino.
El primer domingo de octubre se celebra la fiesta más popular, en honor a la  Virgen del Rosario con misa solemne, procesión, juegos tradicionales y verbena. Para recargar fuerzas se realiza una sardinada popular, chocolatada, etc.

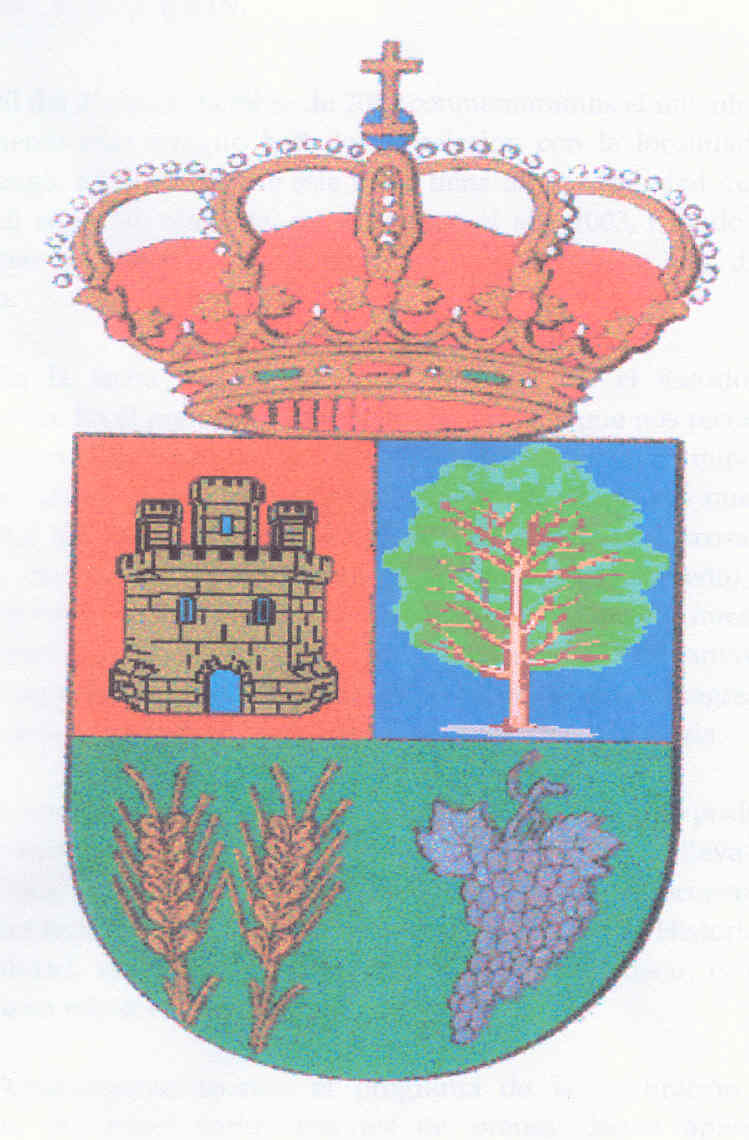
Escudo realizado en 2003 conmemorando el milenio de la primera referencia escrita al pueblo de Solduengo.

## Historia
Quienes más lejos en el tiempo han llevado el poblamiento de Solduengo, hablan de la existencia en el lugar de la ciudad romana de Salionca, hipótesis no confirmada, al menos suficientemente, por los restos arqueológicos hallados. Tal vez, los vestigios encontrados (tesorillo de Solduengo), compuesto por restos de cerámica y un buen número de monedas, todo ello de época romana, haya que relacionarlo más con la existencia de una villa tardorromana que con la referida ciudad.
En el año mil, la villa y todo cuanto había en el lugar pertenecía al conde don  Sancho García. Nos encontraríamos ante una de las más importantes propiedades de la referida autoridad condal, tanto por la cantidad del terrazgo, como por la calidad del mismo, ya que el grueso de la misma se encontraba en la vega de río Bureba o Matapán en su confluencia con el Oca, término que se ha venido denominando el Hoyo de  La Bureba.
En el año 1011, la villa de Solduengo, con sus dos barrios (el de Santa María o Yuso y el de San Quirico o Suso), son donados por el conde don Sancho al recién fundado  Monasterio de San Salvador de Oña, al frente del cual la autoridad condal pone a su propia hija doña Tigridia.
Solduengo estuvo integrado en el señorío oniense a lo largo de toda la historia de este, ya que no logró separarse del mismo hasta la propia desaparición de la comunidad benedictina, como consecuencia de la desamortización decimonónica.
En consecuencia, la historia de Solduengo va unida indisolublemente al señorío oniense y a sus abades, señores del lugar. Según los hagiógrafos del más insigne de los abades de  Oña, San  Iñigo, este santo pasaba largas temporadas en su villa de Solduengo y con la misma están relacionados sus más importantes milagros, como el que se produce en los últimos días de su vida. Según parece, el abad enferma gravemente estando en Solduengo en los últimos días del mes de mayo del año 1068. Ante esta situación, la comitiva abacial decide trasladarle al monasterio, donde pocos días después, el 1 de junio fallece. Este traslado tuvo que ser auxiliado por dos ángeles que, con teas, iluminaron el camino, ya que antes de llegar a  Oña, se había echado la noche. Dicho milagro quedó plasmado en piedra en el relieve del patio de entrada al propio monasterio que hoy podemos contemplar.

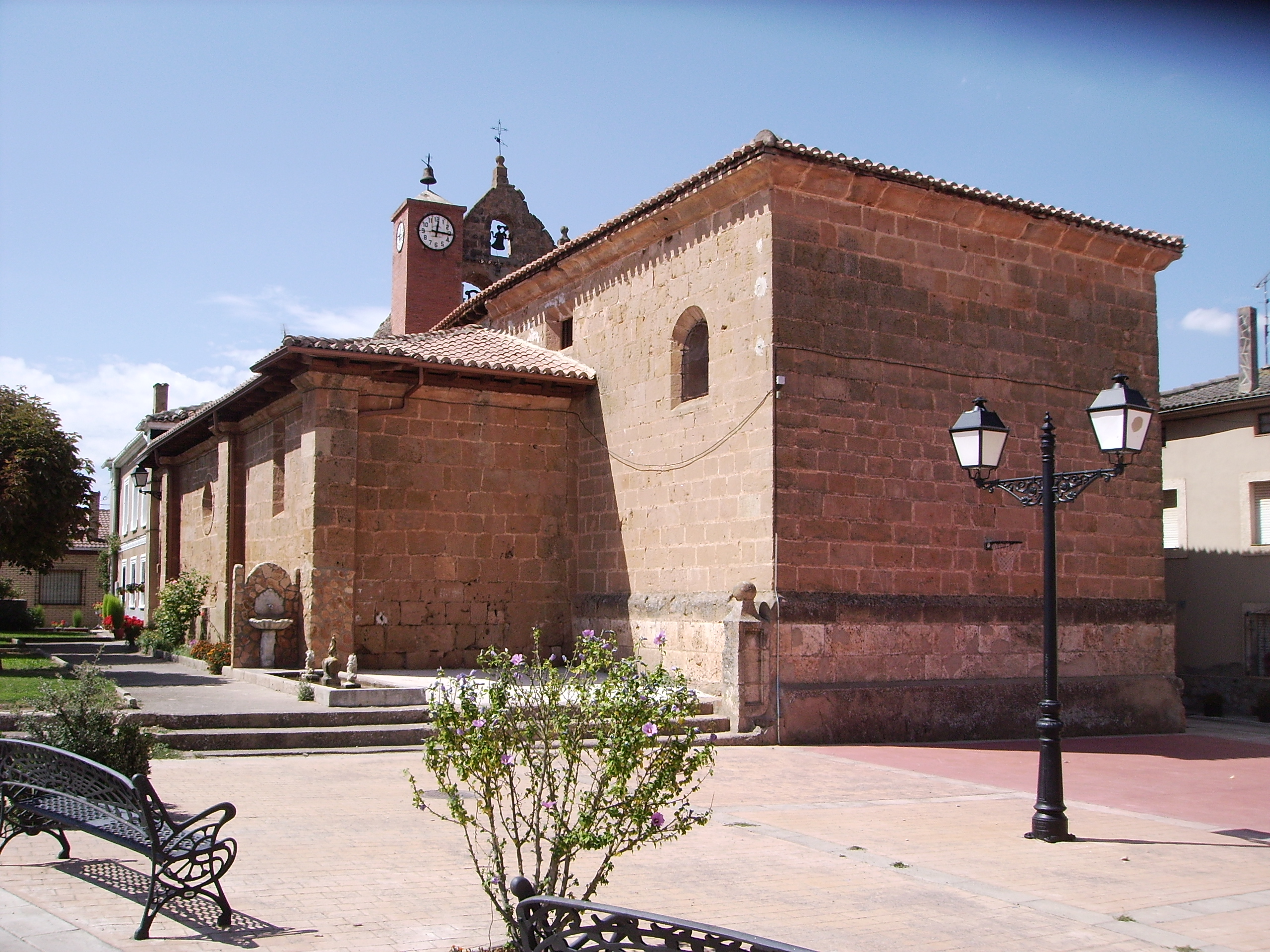
Iglesia parroquial de Solduengo predominantemente gótica.

## Parroquia
La iglesia de Santa María de Solduengo ya está documentada en el año mil como capilla del conde don Sancho de Castilla, aneja a su palacio. Tal vez, de esta época solo queden las dos portadas que daban acceso al templo, incrustadas en el muro.
En el año 1011, el conde don Sancho entrega la iglesia y toda la villa de Solduengo al recién fundado Monasterio de San Salvador de Oña.
En el siglo XIV, la iglesia de Santa María pasa a dependencia jerárquica del arzobispo de Burgos, arcedianato de Briviesca y arciprestazgo de Rojas. Buena parte del edificio actual es de traza gótica.